# Ülemistesjön
Ülemistesjön (estniska: Ülemiste järv) är en sjö i landskapet Harjumaa i Estland. Det är Estlands tredje största sjö, och dess area är 9,44 kvadratkilometer. Ülemistesjön ligger 37 meter över havet. 
Sjön ligger i distriktet Kesklinn i Tallinn. Den tillförs vatten av Vaskjala-Ülemistekanalen (som förbinder sjön med floden Pirita jõgi), Kurna oja, Katku oja och Ruunaoja. Tidigare var sjöns utflöde vattendraget Härjapea jõgi. Nu omvandlas vattnet till dricksvatten och sjön försörjer större delen av huvudstaden med vatten. På grund av att Ülemistesjön är en viktig vattentäkt är det enligt Estlands vattenlag (veesseadus) förbjudet att bada eller färdas med båt på sjön. Ingen bebyggelse inom 90 meter från sjön är tillåten med undantag för sådant som har samröre med vattenledning från sjön.
Tallinns internationella flygplats ligger på sjöns östra strand och flygplanen landar och lyfter över sjön. Om ett flygplan skulle haverera i sjön har man all nödvändig utrustning som krävs för en räddningsinsats. Detta krävs enligt  ICAO:s regelverk.